# Deepin
Deepin (prej Linux Deepin ali Hiweed Linux ) je kitajska Linux distribucija, ki temelji na distribuciji Ubuntu. Obstajata 2 namestitveni sliki za i386 - in AMD64 - računalnike (32 in 64 bit v tem zaporedju). Sedanja različica, 2014, je izšla 7. junija 2014.

### Zgodovina
- Prva javna različica je bila 0,7 in je izšla leta 2004 pod imenom Hiweed 0.7.
- V letu 2011 se je število razvijalcev programske opreme povečalo, ekipo je sestavljalo približno 20 ljudi.
- V različici 2014 so ime spremenili na Linux Deepin Deepin.